# Wāpuro-System
Unter Wāpuro-Rōmaji (jap. ワープロローマ字, wāpuro rōmaji) versteht man eine Eingabemethode für Japanisch, die ursprünglich für die Textverarbeitung (word processor, japanisiert wādo purosessā, kurz wāpuro) geschaffen wurde. Bei dieser Art der Eingabemethode macht man sich den Lautwert der Schriftzeichen zunutze. Dieser Lautwert bzw. die Lesung eines Schriftzeichens steht durch verschiedene Umschriftsysteme, wie das Hepburn-System, das Nippon-System und das Kunrei-System, zur Verfügung. Durch die Umschriftsysteme wird die Lesung der Schriftzeichen in lateinische Buchstaben, die romāji, transkribiert. Durch diesen Umweg über die Lesung wird es möglich, komplexe Kanji-Zeichen, also Logogramme, mit einer QWERTZ-Tastatur und dem lateinischen Alphabet mit einer geringen Anzahl an Graphemen für die Textverarbeitung zu verwenden.
Diese Art der Eingabe lässt sich von technisch anders realisierten Eingabemethoden, wie der direkten Eingabe des Logogramms mittels Touchscreen oder von der Spracherkennung, abgrenzen. Zum Gesamtsystem der Eingabemethode gehören neben der Hardware zudem eine Software, wie der IME (Input Method Editor), und ein Ausgabegerät. Der IME wiederum besteht aus einer grafischen Schnittstelle, dem Editor, und einem Kana-Server, der als funktionale Komponente die Transkription bereitstellt. Die Umschrift erfolgt dabei in zwei Schritten: zuerst werden lateinische Buchstaben in Kana-Zeichen umgewandelt (ローマ字かな変換, romāji kana henkan) und im zweiten Schritt einer oder mehreren Kanji-Kombinationen zugeordnet.

## Details der Rōmaji-Kana-Umwandlung
- Lange Vokale werden nicht mit Diakritika eingegeben, sondern durch eine explizite Schreibung der Kana-Silbe. Dies ist notwendig, um Verwechselungen bei der Schreibung langer Vokale zu vermeiden. So kann der Vokal ō mit Kana entweder おう oder おお geschrieben werden, was bedeutungsunterscheidend sein kann. Da die Romāji-Kana-Umwandlung auf der japanischen Orthographie basiert, muss die Eingabe entsprechend ou bzw. oo lauten.
- Das Nippon-System hat eine Vorrangstellung gegenüber den anderen Transkriptionssystemen: die Eingabe von du führt daher zu づ anstatt zu どぅ. Dies ist notwendig, da sowohl づ als auch ず in der Hepburn- und Kunrei-Umschrift als zu wiedergegeben werden. Eine eindeutige Eingabe ist daher nur durch das Nippon-System möglich. Das gleiche Problem tritt bei じ und ぢ ji/zi auf.
- Kleine Kana können isoliert durch ein vorangestelltes x oder l eingegeben werden, wie z. B. ltu für っ. Allerdings ist, wie bei den offiziellen Transkriptionen, auch weiterhin eine Eingabe durch die Verdoppelung des folgenden Konsonanten möglich: asatte wird zu あさって.
- Die Trübungen じゃ, じゅ und じょ können auch durch jya, jyu und jyo eingegeben werden. Diese Umschrift wird allerdings von keinem der drei Transkriptionssysteme abgedeckt.
- Die Schreibung tchi für っち nach der Hepburn-Umschrift funktioniert möglicherweise nicht. In diesem Fall muss abweichend vom Transkriptionssystem cchi (alternativ tti) verwendet werden.
- Die Hepburn-Schreibung mma für んま wird in っま umgewandelt.
- Das Kana ん n kann durch n, nn oder n' eingegeben werden. Wenn der nachfolgende Laut kein Vokal ist, reicht ein einzelnes n, wie in kankoku かんこく (韓国, „Korea“). Falls allerdings ein Vokal folgt, würde eine Kana der n-Spalte erzeugt werden (な na, に ni, ぬ nu, ね ne, の no). In diesem Fall ist die Schreibung nn notwendig. Dies führt in einigen Fällen dazu, dass nnn getippt werden muss: こんにちは („Guten Tag“) muss konnnichiha getippt werden.
- Einige Eingabemethoden beinhalten Fehlerkorrekturen, die auch andere Eingaben für ん erlauben. Dies erfolgt allerdings in vielen Fällen erst nach Betätigung der Leertaste. 新聞 (shinbun, „Zeitung“) lässt sich als shimbun eingeben. こんにちは (konnichiwa) ist auch durch die Eingabe von konnichiha möglich. In diesem Falle würden die Kana こんいちは und こんにちは zur Auswahl stehen (korrekt ist nur die zweitgenannte Möglichkeit).
- Die Partikeln wa は, e へ sowie o を müssen entsprechend der japanischen Orthographie als ha, he und wo eingegeben werden.